# Pustelniki (Ukraina)
Pustelniki (ukr. Пустельники) – wieś na Ukrainie, w obwodzie lwowskim, w rejonie szeptyckim.

## Historia
Wieś starostwa szczurowickiego, położona była w XVIII wieku w powiecie buskim. Pod koniec XIX w. grupa domów Radziechowa w powiecie kamioneckim.
Do 2020 w rejonie radziechowskim.